# Ribécourt-Dreslincourt
 Ribécourt-Dreslincourt  es una población y comuna francesa, en la región de Picardía, departamento de Oise, en el distrito de Compiègne. Aunque es el chef-lieu del cantón de Ribécourt-Dreslincourt, Thourotte la supera en población.

## Demografía
| 2572 | 2754 | 3771 | 3466 | 3706 | 3952 |
| Para los censos de 1962 a 1999 la población legal corresponde a la población sin duplicidades (Fuente: INSEE [Consultar]) |      |      |      |      |      |

Dreslincourt tiene estatuto de comuna asociada (commune associée). En 1999 tenía 935 habitantes.